# Barca lui Dante (Manet)
Barca lui Dante este o pictură în ulei pe pânză realizată în perioada 1854 - 1858 de pictorul francez Édouard Manet, după Barca lui Dante de Eugène Delacroix. Pictura se află expusă la Musée des Beaux-Arts din Lyon.